# Zsuzsa Rácz
Dans le nom hongrois Rácz Zsuzsa, le nom de famille précède le prénom, mais cet article utilise l’ordre habituel en français Zsuzsa Rácz, où le prénom précède le nom.
Zsuzsa Rácz, née le 5 février 1972 à Miskolc, est une écrivaine et journaliste hongroise.

## Œuvres
- Kábítószeretet Csokonai kiadó, Debrecen, 1998  (ISBN 963-260-125-4)
- Állítsátok meg Terézanyut!, Bestline, 2002  (ISBN 9789635285808)
- Nesze Neked Terézanyu!, Ulpius-ház, 2009  (ISBN 9789632543055)
- Ismeritek Terézanyut? Válogatáskötet 1990-2010 között kiadott és kiadatlan írásokból; Sanoma Media, Bp., 2011  (ISBN 9786155008924)